# Dufourea subclavicra
Dufourea subclavicra là một loài Hymenoptera trong họ Halictidae. Loài này được Wu mô tả khoa học năm 1982.